# 桜井のα乗則
桜井の{\displaystyle \alpha }乗則（さくらいのアルファじょうそく英: Sakurai's Alpha-power law）とは、MOSFETのドレイン電流特性が微細化に伴う強反転領域でのキャリアの速度飽和の影響により、古典的なドレイン電流の式、
{\displaystyle I_{ds}={\frac {1}{2}}\mu C_{OX}{\frac {W}{L}}(V_{gs}-V_{th})^{2}}
から乖離する現象を、べき数の２を{\displaystyle \alpha }に置き換えることで効果的に再現した電流モデルである。
{\displaystyle \alpha }はフィッティングパラメータと考えられ、速度飽和の効果がまったくない場合は{\displaystyle \alpha }=2とすることで古典的な電流モデルになり、完全に速度飽和した場合は{\displaystyle \alpha }=1とすることで表現できる。 サブミクロンのMOSFETにおいては{\displaystyle \alpha }は1.5以下程度になる。
しかしながらドレイン電流の式のべき数を単純に{\displaystyle \alpha }に置き換えると式の両辺での次元が合わなくなるのでさらなるフィッティングパラメータBを用いて
{\displaystyle I_{ds}={\frac {1}{2}}B{\frac {W}{L}}(V_{gs}-V_{th})^{\alpha }}
とされる。
東京大学の桜井貴康教授が最初に1991年に論文発表したが、
  
2004年にIEEEのJSSCのClassic Paperとして再録された論文では、
{\displaystyle I_{ON}=I_{0}(S\alpha )^{-\alpha }(V_{gs}-V_{th})^{\alpha }}
と言う形で表現されている。